# SEMA6C
SEMA6C‏ (Semaphorin 6C) هوَ بروتين يُشَفر بواسطة جين SEMA6C في الإنسان.